# Il riccio nella nebbia
Il riccio nella nebbia (in russo Ёжик в тумане?, Ëžik v tumane) è un cortometraggio d'animazione sovietico del 1975.
Opera poetica del maestro d'animazione Jurij Norštejn, questo film anticipa alcune delle visioni oniriche e misteriose che costituiranno l'anima del più celebre dei film del regista, Il racconto dei racconti.

## Trama
Un piccolo riccio e il suo amico orso per consuetudine amano riunirsi ogni sera per bere del tè con confettura di lampone e contemplare il cielo contando le stelle. Un giorno il riccio, per raggiungere il suo amico, si perde nella nebbia e si trova immerso in un mondo sconosciuto ricco di creature strane (il gufo e il pipistrello), ma anche benevole e pacifiche (il cane, il cavallo e il pesce), un mondo di oscurità, pieno di silenzio, di erba alta e di stelle. Tutto quanto lo circonda sembra un sogno.
Durante l'escursione nella nebbia ad un certo punto il riccio rischia di annegare, ma viene salvato da un pesce misterioso. Ritrovato, infine, il suo amico orso, il riccio non smette tuttavia mai di pensare al cavallo bianco che per primo aveva visto quando era perso nella nebbia.

## Riconoscimenti
- 1976 - Frunze
  - Primo premio
- 1976 - Teheran
  - Primo premio
- 1978 - Sydney
  - Secondo premio
- 1977 - Chicago
  - Terzo premio
- 1977 - Londra
  - Film dell'anno
- 2003 - Tokyo
  - Premio speciale per il miglior film di animazione

## Distribuzione

### Italia
Il cortometraggio è stato proiettato fuori concorso all'edizione del 1992 del Giffoni Film Festival. È stato inserito, in versione in lingua originale sottotitolata, nel DVD I maestri dell'animazione russa - volume 1, edito nel 2005 dalla Terminal Video in collaborazione con il Chiavari Animation Festival e fu trasmesso, assieme ad altri cortometraggi dello stesso autore, il 7 gennaio 2014 su Rai 3 nella trasmissione Fuori orario. Cose (mai) viste.

## Opere derivate
Dal film è stato tratto un libro illustrato per l'infanzia dallo stesso titolo, con i testi degli stessi autori Kozlov e  Norštejn e le illustrazioni della direttrice artistica Frančeska Jarbusova. Il libro è uscito in Italia nel 2020 per l'editore Adelphi.